# Benjamin Finegold
Benjamin Finegold (ur. 6 września 1969 w Detroit) – amerykański szachista, arcymistrz od 2009 roku.

## Kariera szachowa
Zasady gry w szachy poznał w wieku 5 lat. W 1989 podzielił I m. w finale mistrzostw Stanów Zjednoczonych juniorów do 20 lat. W tym samym roku odniósł pierwsze zwycięstwo nad szachistą światowej czołówki, pokonując w Amsterdamie (turniej OHRA-B) Borysa Gelfanda. Rok później Międzynarodowa Federacja Szachowa przyznała mu tytuł mistrza międzynarodowego. W 1991 zwyciężył w otwartym turnieju w Antwerpii, natomiast w 1992 podzielił II m. (za Julianem Hodgsonem, wspólnie z Zigurdsem Lanką, Jewgienijem Pigisowem, Aleksiejem Driejewem i Aleksandrem Sznajderem) w Cappelle-la-Grande W 1993 otrzymał stypendium Samford Chess Fellowship, a jego trenerem był wówczas Grigorij Kajdanow. W 1994 podzielił I m. (wspólnie z m.in. Dmitrijem Gurewiczem i Symbatem Lyputianem) w turnieju U.S. Open Chess Championship w Chicago. W 2002 podzielił I m. (wspólnie z Ilją Smirinem, Aleksandrem Oniszczukiem, Arturem Jusupowem, Jaanem Ehlvestem, Aleksandrem Wojtkiewiczem, Jonathanem Rowsonem, Warużanem Hakopianem i Kamilem Mitoniem) w turnieju World Open w Filadelfii, wypełniając pierwszą arcymistrzowską normę. Drugą uzyskał w 2005 w Chicago (dz. I m. wspólnie z Warużanem Akobjanem), a trzecią – w 2009 w Lubbocku (dz. I m. wspólnie z Eugene'em Perelshteynem i Vinayem Bhatem).
Najwyższy ranking w dotychczasowej karierze osiągnął 1 stycznia 2006, z wynikiem 2563 punktów zajmował wówczas 17. miejsce wśród amerykańskich szachistów.